# Roque González Garza
Roque González Garza (Saltillo, 23 marzo 1885 – Città del Messico, 12 novembre 1962) è stato un politico messicano Presidente del Messico sostenuto dalla Convenzione di Aguascalientes per un breve periodo nel 1915.

## Biografia
Garza fu un oppositore di Porfirio Díaz e amico di Francisco Madero e si unì a lui nella sua rivolta contro il dittatore messicano nel 1910.
Dopo l'uccisione di Madero da parte di Victoriano Huerta nel 1913, si unì a Pancho Villa, che lo mise al potere come presidente sostenuto dalla Convenzione di Aguascalientes il 16 gennaio 1915, dopo le dimissioni del generale Eulalio Gutiérrez. Garza tuttavia fu costretto a dimettersi già il 10 giugno e tornò tra le file di Villa per poi essere esiliato negli Stati Uniti d'America quando il generale costituzionalista Venustiano Carranza arrivò saldo al potere.
Tuttavia Garza poté tornare già dopo l'assassinio di Carranza nel 1920 e ottenne il grado di generale di divisione.
Morì nel 1962 e fu tra i pochi protagonisti della rivoluzione messicana sopravvissuti alle ostilità.